# Páez (Cauca)
Paez é um município da Colômbia, localizado no departamento de Cauca.